# Krankenpflegepraktikum
Das Krankenpflegepraktikum, offiziell Krankenpflegedienst, kurz auch Pflegepraktikum genannt, ist Teil des Medizinstudiums und Zulassungsvoraussetzung bei der Meldung zum Physikum.
Laut der Approbationsordnung für Ärzte (§6 Abs. 1 ÄAppO) dient das Praktikum dazu, „den Studienanwärter oder Studierenden in Betrieb und Organisation eines Krankenhauses einzuführen und ihn mit den üblichen Verrichtungen der Krankenpflege vertraut zu machen“.
Der Student übt hier zum ersten Mal den Patientenkontakt, lernt über das Zusammenwirken der verschiedenen Berufe im Krankenhaus und die Krankenpflege.
Für die Einrichtungen, in denen die Praktikumszeit verbracht werden kann, gelten genaue Bestimmungen, die auf den Internetseiten des zuständigen LPA (Landesprüfungsamt) nachgelesen werden können; grob gesagt muss es eine Bettenstation in einem Krankenhaus bzw. einer Klinik sein.
Das in der Regel unbezahlte Praktikum dauert nach neuer Approbationsordnung (seit Sommer 2003) insgesamt 90 Tage (vorher: 60 Tage). Es muss in den Semesterferien oder vor Beginn des Studiums – auf jeden Fall aber nach bestandenem Abitur (zuvor gemachte Praktika werden nicht gezählt) – abgeleistet werden. Einige Landesprüfungsämter erkennen jedoch auch Pflegepraktika an, die vor dem Abitur abgeleistet worden sind, wenn dieses im zweiten Bildungsweg erworben wurde (z. B. auf einem Kolleg). Dies entscheidet aber jedes LPA individuell. Man kann die 90 Tage splitten, muss aber mindestens 30 Tage am Stück auf derselben Station arbeiten. Für die Berechnung des Zeitraums werden die Kalendertage zugrunde gelegt mit freien Wochenenden, nicht die tatsächlich gearbeiteten Tage.
Das Praktikum muss zum Schluss mit einem Formblatt bestätigt werden („Zeugnis über den Krankenpflegedienst“), dieses Formblatt muss bei der Anmeldung zum Physikum eingereicht werden.
Je nach Landesprüfungsamt werden Tätigkeiten wie Krankenpfleger oder Krankenschwester auf das Praktikum angerechnet, ebenso wie das klinische Praktikum im Zuge der Ausbildung zum Rettungsassistenten.

## Schweiz
In der Schweiz müssen Medizinstudenten vor Ende der Vorklinik ein ähnliches Pflegepraktikum absolvieren, meist „Häfelipraktikum“ genannt. Die Bedingungen sind sehr ähnlich wie in Deutschland. Dieses dauert jedoch nur 4 Wochen. Männer, welche ihre Rekrutenschule als Sanitäter machen, müssen kein zusätzliches Praktikum absolvieren.